# Kidding
Kidding es una serie de televisión estadounidense de comedia dramática creada por Dave Holstein, dirigida por Michel Gondry y protagonizada por Jim Carrey y Catherine Keener. Se estrenó el 9 de septiembre de 2018 en Showtime en los Estados Unidos y en Movistar Series en España. La serie es la segunda colaboración entre Gondry y Carrey, quienes anteriormente trabajaron juntos en la película Eternal Sunshine of the Spotless Mind.
En julio de 2020, la serie fue cancelada luego de dos temporadas.

## Trama
Kidding cuenta la historia de Jeff, también conocido como el Sr. Pickles, que tiene un programa de televisión infantil. Aunque el Sr. Pickles y su programa tienen un gran éxito, Jeff está afrontando una tragedia personal y una difícil situación familiar.

## Reparto

### Principales
- Jim Carrey como Jeff Piccirillo, que lleva interpretando a "Jeff Pickels" en su programa infantil en la PBS durante treinta años.
- Frank Langella como Seb Piccirillo, el productor ejecutivo del programa y padre de Jeff.
- Judy Greer como Jill Piccirillo, la exmujer de Jeff.
- Cole Allen como Will y Philip "Phil" Piccirillo, los hijos de gemelos de Jeff y Jill.
- Juliet Morris como Maddy, la hija de Deirdre y Scott, y sobrina de Jeff.
- Catherine Keener como Deirdre, la fabricante de marionetas y hermana de Jeff.

### Secundarios
- Justin Kirk como Peter.
- Ginger Gonzaga como Vivian, una mujer con la que Jeff empieza a salir.
- Bernard White como Scott, el marido de Deirdre .
- Grace Song como Eliza.

### Estrellas invitadas
- Betty Thomas ("El verde significa arranca").
- Conan O'Brien como él mismo ("El verde significa arranca").
- Kelly Coffield Parque como Joanne ("El verde significa arranca").
- Barry Rothbart como Bert ("El verde significa arranca").
- Rico Fulcher como Clay ("El verde significa arranca").
- Danny Trejo como él mismo ("El verde significa arranca").
- Mary Faber como Macy ("El verde significa arranca").
- Mike Quinn como Chef / Titiritero ("El verde significa arranca").

## Episodios
| N.º en serie | Título original Título en España                            | Dirigido por  | Escrito por    | Fecha de estreno original                                            | Audiencia (millones) |
| --- | ----------------------------------------------------------- | ------------- | -------------- | -------------------------------------------------------------------- | -------------------- |
| 1 | «Green Means Go» «"El verde significa arranca"»             | Michel Gondry | Dave Holstein  | 31 de agosto del 2018 (en línea) 9 de septiembre del 2018 (Showtime) | 0.443                |
| Tras el primer aniversario de la muerte de su hijo Philip, Jeff Piccirillo (conocido como el Sr. Pickles en su programa infantil), le propone a Seb, el productor del programa y su padre, crear un episodio sobre la muerte; quien descarta rápidamente la idea. Jeff va a la casa que compartía con su exmujer Jill para intentar hacer las paces con ella. Desanimado, Jeff le pide de nuevo a Seb hacer un episodio centrado en la muerte y Seb acepta. Al día siguiente, Jeff pone el programa esperando ver el episodio, pero descubre que ha sido reemplazado. Seb le explica esto en una llamada telefónica y le recuerda que no puede ensuciar su imagen. Jeff se dispone a hablar con su exmujer, pero descubre que ella está con otro hombre. |                                                             |               |                |                                                                      |                      |
| 2 | «Pusillanimous» «"Pusilánime"»                              | Michel Gondry | Dave Holstein  | 16 de septiembre del 2018                                            | 0.290                |
| Jeff se instala en una casa al lado de la de su mujer, para así estar más cerca de ella e investigar sobre su nueva pareja. Además, intenta innovar su programa cambiándole el género a uno de los personajes de este. |                                                             |               |                |                                                                      |                      |
| 3 | «Every Pain Needs a Name» «"Todo dolor necesita un nombre"» | Jake Schreier | Halley Feiffer | 23 de septiembre del 2018                                            | 0.303                |
| 4 | «Bye, Mom» «"Adiós, mamá"»                                  | —             | —              | 30 de septiembre del 2018                                            | —                    |
| 5 | «The New You» «"El nuevo tú"»                               | —             | —              | 7 de octubre del 2018                                                | —                    |
| 6 | «The Cookie»                                                | —             | —              | 14 de octubre del 2018                                               | —                    |
| 7 | «Kintsugi»                                                  | —             | —              | 21 de octubre del 2018                                               | —                    |
| 8 | «Philliam»                                                  | —             | —              | 28 de octubre del 2018                                               | —                    |

## Producción

### Desarrollo
El 14 de septiembre de 2017,  se anunció que Showtime había empezado la producción de la primera temporada de una serie que constaría de diez episodios. La serie fue creada por Dave Holstein, quien fue también productor ejecutivo junto a Jim Carrey, Michel Gondry, Jason Bateman, Jim Garavente, Raffi Adlan, y Michael Aguilar. Además, Holstein escribió el episodio piloto y fue el showrunner. Gondry fue elegido para que dirigiera todos los episodios. El 7 de junio de 2018,  se anunció que la serie tendría su premier el 9 de septiembre de 2018.

### Casting
Junto con el tráiler de la serie, se anunció que Jim Carrey había sido seleccionado como protagonista. El 14 de diciembre de 2017,  se informó que Catherine Keener había sido elegida como coprotagonista. El 4 de enero de 2018,  se anunció que Frank Langella se había unido al reparto principal. El 13 de febrero de 2018,  se supo que Judy Greer también formaba parte del reparto principal. El 15 de marzo de 2018, también se anunció que Justin Kirk tendría un papel recurrente. En mayo de 2018,  se anunció que Ginger Gonzaga y Bernard White se unían al reparto, y dos meses después, en julio de 2018,  Grace Song.

### Publicidad
El 7 de junio de 2018, se estrenó el primer tráiler oficial. Aproximadamente dos semanas después, se publicó un avance que presentaba una canción de la serie. El 6 de agosto de 2018, se lanzó el póster de la serie y el segundo tráiler oficial.

## Estreno
Kidding se estrenó en EE. UU. el 9 de septiembre de 2018 en el canal Showtime, pero su primer episodio se estrenó en línea, el 31 de agosto de 2018. El canal Movistar Series emitió en España el primer episodio el 31 de agosto de 2018, y después los tres episodios siguientes bajo demanda. El estreno de la serie en España tuvo lugar en la madrugada del 9 al 10 de septiembre, al mismo tiempo que en EE. UU.

## Recepción
La serie ha tenido una respuesta positiva por parte de los críticos. En el sitio web Rotten Tomatoes, la serie tiene una aprobación del 80%, con una media de 6.96 sobre 10, basándose en 10 críticas. En Metacritic, la serie tiene una puntuación de 70 sobre 100, basándose en 8 críticas, indicando "críticas generalmente favorables."
Ben Travers de IndieWire opinó sobre los cuatro primeros episodios de la serie, y declaró que "aunque la fijación por la muerte es incómoda, [...] muestra señales de que tendrá un alcance más ligero y abarcable, y se ve impulsada por un optimismo implacable".
Caroline Framke, de Variety, dijo que el programa tiene éxito en algunos momentos, pero que en la mayoría de los casos "parece estar atrapado entre demasiados tonos e ideas que intentan llegar a ser lo que podría haber sido". Framke escribió que durante los cuatro primeros episodios, el programa entiende mejor la personalidad televisiva y los negocios de Mr. Pickles, que la vida personal de Jeff. Dave Nemetz de TVLine, criticó el tono del programa, diciendo que se sitúa "en algún lugar entre la comedia y el drama, y no es realmente exitoso en ninguno de los dos."

## Latinoamérica
La serie es una buena trama en los países de Latinoamérica y en aquellos en los que prevalece la importancia de la familia, Jeff es un claro representante del hombre que calla sus emociones, su interior, los traumas y acontecimientos que marcan la existencia del individuo, ocultándolo en el trabajo, pero que realmente necesitamos como individuos el desahogarnos y el reencontrarnos con nuestro verdadero amor, nuestra esposa y nuestros hijos.
La sinopsis de la temporada 1 entre el drama y la comedia ácida, marca el toque de sarcasmo que en la población latina se enmarca en las rupturas de las relaciones sentimentales, el nuevo miembro que intenta acogerse dentro la relación, y el tratar de desahogar los sentimientos reprimidos mediante distractores temporales como las relaciones abiertas, esto es lo que caracteriza a Kidding en un ámbito diferente a las series que intentan reconstruir un matrimonio y terminan por aceptar el divorcio y la relación separada de la familia.
El manejo de la cámara en la temporada 1 da un aspecto de visualización desde la perspectiva de un niño, el cual nos da esa familiarización con los personajes, sin embargo para la popularización de la serie sobran las escenas extremas de desnudos, ya que no dan un sentido más que una morbosidad y excluyendo a un rango poblacional importante.
En la segunda temporada el crecimiento y la realidad que abarca en una familia, la esperanza y la convicción se evidencian en torno a un sentimiento guardado en cada uno de los personajes.
Para Latinoamérica el prospecto de la serie es muy prometedor, se debe realizar ediciones de escenas y dejar a un lado el relleno ya que a la audiencia latinoamericana casi no gusta tantas escenas cantadas como en el ejemplo cuando Jeff, dona su hígado a Peter y están en el mundo fantástico y hay la escena cantada que no gusta mucho, sin embargo en los capítulos finales de la segunda temporada prevalece el juego de sentimientos desde la proyección a la ancianidad como la consolidación de la familia, y el deseo de un prospecto futuro profesional.